# Syňucha
Syňucha (ukrajinsky Синюха, rusky Синюха) je řeka v Kirovohradské a v Nikolajevské oblasti na Ukrajině. Je 111 km dlouhá (včetně nejdelší zdrojnice Tikyče řeky Hnylyj Tikyč 283 km). Povodí má rozlohu 16 700 km².

## Průběh toku
Vzniká soutokem řek Velká Vys a Tikyč. Ústí zleva do Jižního Bugu.

## Vodní režim
Zdroj vody je převážně sněhový. Průměrný průtok vody ve vzdálenosti 12 km od ústí činí 29,4 m³/s. Zamrzá v prosinci a rozmrzá v březnu až na začátku dubna.

## Využití
Na řece byly vybudovány tři malé vodní elektrárny. V ústí leží město Pěrvomajsk.